# J.E. Heartbreak
J.E. Heartbreak è il secondo album in studio del gruppo musicale statunitense Jagged Edge, pubblicato nel 2000.

## Tracce
1. Heartbreak – 1:08 (Brandon Casey, Brian Casey, Bryan-Michael Cox)
2. Did She Say – 3:23 (Brandon Casey, Brian Casey, Bryan-Michael Cox, Jermaine Dupri, Jerry Tineo, Christopher Rios, Lester Fernandez)
3. He Can't Love U – 4:04 (Brandon Casey, Brian Casey, Bryan-Michael Cox)
4. What You Tryin' to Do – 4:28 (Brandon Casey, Brian Casey, Bryan-Michael Cox, Kevin Hicks)
5. Girl Is Mine (feat. Ja Rule e Jermaine Dupri) – 4:21 (Brandon Casey, Brian Casey, Jermaine Dupri, Jeffrey Atkins, Kit Walker)
6. Healing – 3:42 (Brandon Casey, Brian Casey, Bryan-Michael Cox, Kevin Hicks)
7. Let's Get Married – 4:23 (Brandon Casey, Brian Casey, Bryan-Michael Cox, Jermaine Dupri)
8. True Man – 4:58 (Brandon Casey, Brian Casey, Gary Smith)
9. Can I Get With You – 4:02 (Brandon Casey, Brian Casey, Gary Smith, Marcus Miller)
10. Promise – 4:08 (Brandon Casey, Brian Casey, Bert Young, Bryan-Michael Cox, Gary Smith, Jermaine Dupri)
11. Keys to the Range (feat. Jermaine Dupri) – 3:48 (Brandon Casey, Brian Casey, Bryan-Michael Cox, Jermaine Dupri)
12. Lace You – 4:00 (Brandon Casey, Brian Casey, Ted Bishop)

## Classifiche

### Classifiche settimanali
| Classifica (2000) | Posizione massima |
| ----------------- | ----------------- |
| Stati Uniti       | 8                 |

### Classifiche di fine anno
| Classifica (2000) | Posizione |
| ----------------- | --------- |
| Stati Uniti       | 56        |
| Classifica (2001) | Posizione |
| Stati Uniti       | 169       |